# Telescopus rhinopoma
Telescopus rhinopoma – gatunek azjatyckiego węża z rodziny połozowatych (Colubridae).

## Systematyka
Być może pod nazwą tą ukrywa się nie jeden, ale kompleks kilku gatunków.
Zwierzęta te zalicza się do rodziny połozowatych, do której zaliczano je od dawna. Starsze źródła również umieszczają Telescopus w tej samej rodzinie Colubridae, używając jednak dawniejszej polskojęzycznej nazwy: wężowate albo węże właściwe. Poza tym Colubridae zaliczają do infrapodrzędu Caenophidia, czyli węży wyższych. W obrębie rodziny rodzaj Telescopus należy natomiast do podrodziny Colubrinae.

## Rozmieszczenie geograficzne
Telescopus rhinopoma występuje w Azji. Spotyka się go w Afganistanie, Iranie, Pakistanie i południowym Turkmenistanie.
Najwyższych wysokości (1750 m n.p.m.) sięga w Iranie, gdzie żyje głównie na południu kraju, stanowiąc dużą rzadkość. W Turkmenistanie, gdzie jest tak rzadki, jak w Iranie, sięga wysokości o 250 m niższych. W Pakistanie zaś, gdzie spotyka się go na zachodzie kraju, dochodzi do wysokości zaledwie 700 m n.p.m.
Suche, skaliste tereny, w tym górskie, porośnięte roślinnością krzaczastą stanowią siedlisko tego węża.

## Zagrożenia i ochrona
Nie ma poważnych zagrożeń dla gatunku. Miejscowo negatywny wpływ wywierają nań nadmierny wypas zwierząt roślinożernych i rozwój rolnictwa.